# 3769 Arthurmiller
A 3769 Arthurmiller (ideiglenes jelöléssel 1967 UV) a Naprendszer kisbolygóövében található aszteroida. Luboš Kohoutek, Kriete, A. fedezte fel 1967. október 30-án.